# Osiedle Akademickie (Katowice)
Osiedle Akademickie – miasteczko akademickie w Katowicach, położone przy ulicy Studenckiej w dzielnicy Ligota-Panewniki. Składa się z trzech domów studenckich powstałych dla Uniwersytetu Śląskiego w Katowicach w latach 60. XX wieku. 

## Historia

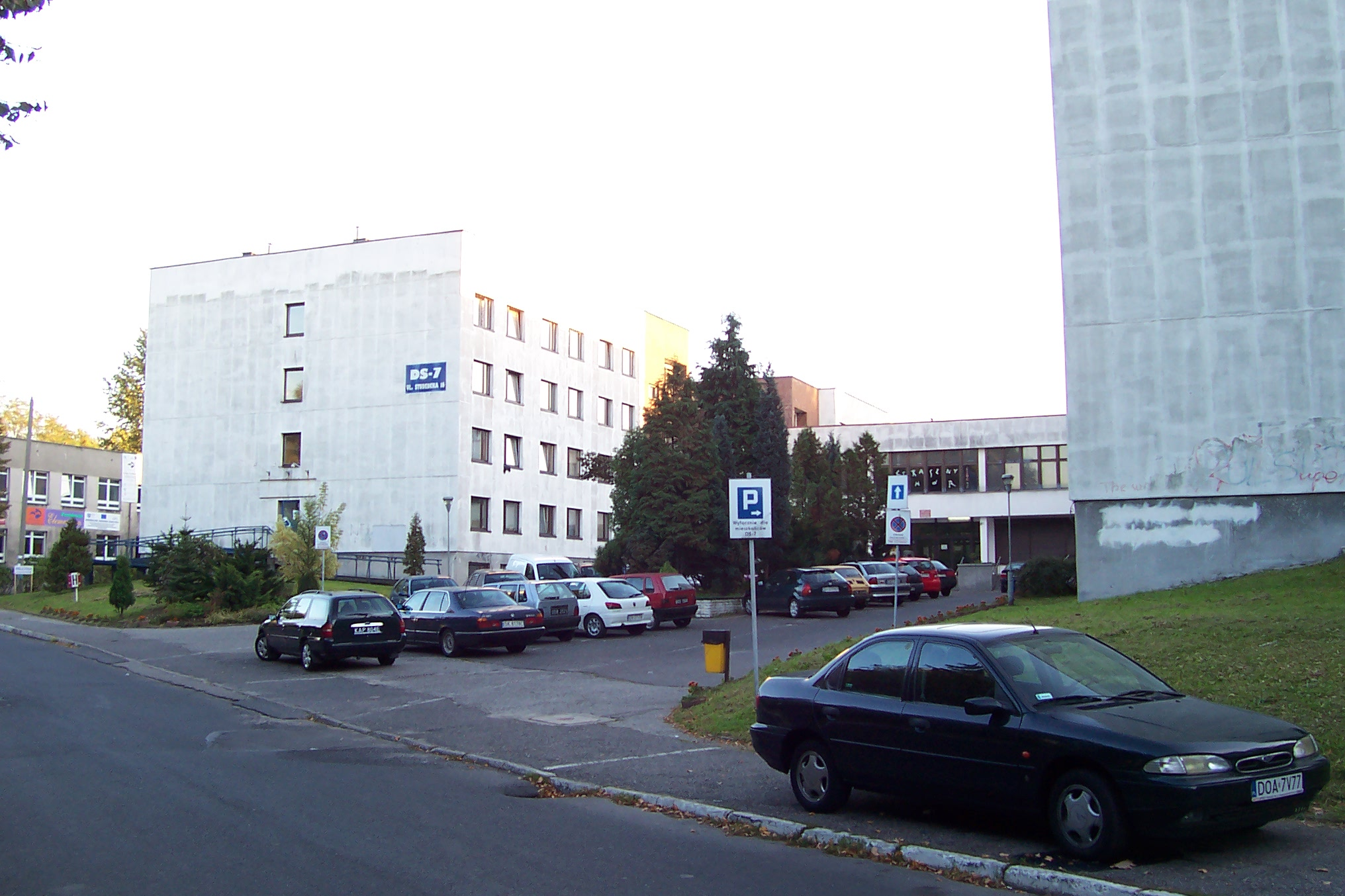
Dom Studenta nr 7 (dawny „Szpital”) w 2006 roku

Ligota i Panewniki po II wojnie światowej zaczęły nabierać znaczenia jako jeden z ważniejszych ośrodków akademickich w regionie. Już w latach 50. XX wieku w pobliżu ligockiego dworca kolejowego powstały akademiki Akademii Ekonomicznej w Katowicach, zaś na przełomie lat 60. i 70. wraz z powstaniem szpitala ruszyła budowa domów studenta Śląskiej Akademii Medycznej. W tym samym okresie postanowiono też, że Ligota stanie się bazą noclegową także dla powstałego wówczas Uniwersytetu Śląskiego w Katowicach, a uczenia ta potrzebowała niezbędnego zaplecza. Budowa miasteczka akademickiego w Ligocie trwała zaś w latach 60. XX wieku.
Pierwszy dom studenta z 440 miejscami oddano do użytku 1 października 1968 roku, a wydarzenie to zbiegło się z czasem z uroczystą inauguracją I roku akademickiego na Uniwersytecie Śląskim w Katowicach. Rok później, 21 listopada 1969 roku, do użytku oddano kolejne dwa domy mieszczące łącznie 880 miejsc, a akademikom nieoficjalnie nadano w tym okresie następujące nazwy: „Stonoga”, „Aplikant” i „Szpital”. Miasteczko stawało się z biegiem lat coraz bardziej samowystarczalne. W 1972 roku uruchomiono pralnię, ośrodek usługowy oraz ośrodek zdrowia.
Wraz z powstaniem osiedla Akademickiego zaczęło rozwijać się życie kulturalne. W 1969 roku w jednym z akademików transmisję rozpoczęło Studenckie Radio „Egida”. Radio swój pierwszy program nadało 21 listopada 1969 roku. Rok później, 15 listopada 1970 roku otwarto klub studencki „Straszny Dwór”. Klub ten organizował koncerty muzyki różnych gatunków, lecz przede wszystkim był kojarzony z muzyką metalową. W latach 90. XX wieku w Strasznym Dworze grały m.in. takie zespoły jak Kat, Dragon czy Necrophobic. Włączał się też w organizację juwenaliów czy też otrzęsin. „Straszny Dwór” zakończył swoją działalność w 2013 roku, a jego kontynuatorem był klub DSOProjekt. W Domu Studenta nr 7 działał zaś klub studencki „Za Szybą”, w którym występował m.in. Jacek Kaczmarski.
Fundacja „Elementarz” w 2013 roku jako pierwsza organizacja pozarządowa w Polsce utworzyła na terenie osiedla Akademickiego żłobek we współpracy z Uniwersytetem Śląskim w Katowicach.
W 2005 roku z Domu Studenckiego nr 3 wyprowadzili się ostatni studenci. Budynek ten zakupiła w 2019 roku firma Opal. Dom Studenta nr 1 (dawniej „Stonoga”) przeszedł w 2019 roku modernizację. W listopadzie 2023 roku rozebrano Dom Studencki nr 3, a na jego terenie spółka Opal zaplanowana budowę trzech obiektów mieszkalnych z ok. 130 mieszkaniami.

## Charakterystyka
Osiedle Akademickie położone jest w zachodniej części Katowic, przy ulicy Studenckiej, na terenie dzielnicy Ligota-Panewniki, w pobliżu terenów rekreacyjnych parku Zadole. Składa się ono z trzech domów studenckich dla studentów Uniwersytetu Śląskiego w Katowicach, zaś przestrzeń między domami zagospodarowana jest przez zieleń osiedlową. Domy studenckie składają się zaś z jedno- i dwuosobowych pokoi. W każdym budynku są m.in. pralnie, kuchnie, pokoje do nauki czy też sale gier.
W roku akademickim 2019/2020 Dom Studenta nr 1 przeznaczony był głównie dla studentów Wydziału Nauk Ścisłych i Technicznych, Wydziału Nauk Przyrodniczych oraz Wydziału Humanistycznego, Dom Studencki nr 2 dla Wydziału Prawa i Administracji, Wydziału Nauk Społecznych oraz Wydziału Humanistycznego, zaś Dom Studencki nr 7 dla studentów Uniwersytetu Śląskiego oraz innych górnośląskich uczelni.
| Nazwa             | Dawna nazwa | Adres            | Pow. użytkowa [m²] | Pow. zabudowy [m²] | L. kondygnacji | L. miejsc studenckich | Źr.                 |
| ----------------- | ----------- | ---------------- | ------------------ | ------------------ | -------------- | --------------------- | ------------------- |
| Dom Studenta nr 1 | „Stonoga”   | ul. Studencka 15 | 3 956              | 1 224              | 5+1            | 336                   | [ 12 ] [ 3 ] [ 13 ] |
| Dom Studenta nr 2 | „Aplikant”  | ul. Studencka 17 | 3 156              | 1 193              | 5+1            | 357                   | [ 12 ] [ 3 ] [ 13 ] |
| Dom Studenta nr 7 | „Szpital”   | ul. Studencka 16 | 7 565              | 3 307              | 4+1            | 454                   | [ 12 ] [ 3 ] [ 13 ] |

Na osiedlu funkcjonuje szereg placówek handlowo-usługowych, a w rejonie osiedla położone są także obiekty sportowo-rekreacyjne, jak m.in. boiska do piłki nożnej, kort tenisowy czy też boiska do siatkówki plażowej. Przy ulicy Studenckiej 22 działa klub fitness.
Osiedle jest głównym ośrodkiem kultury studenckiej. W okresie letnim odbywa się tutaj szereg wydarzeń muzycznych, sportowych i innych integrujących społeczność akademicką. Na osiedlu Akademickim, w Domu Studenta nr 1 siedzibę ma Studenckie Studio Radiowe Egida, a przy ulicy Śląskiej 75 działa klub Panorama, będący m.in. miejscem organizacji cyklicznych koncertów. W budynku przy ulicy Studenckiej 16 (Dom Studencki nr 7) działa Filia nr 18 Miejskiej Biblioteki Publicznej w Katowicach.
Na osiedlu Akademickim Fundacja „Elementarz” przy ulicy Studenckiej 18 i 20 prowadzi zespół placówek, w skład których wchodzą: Żłobek „Elementarz Przyjazny Rodzinie”, Niepubliczne Przedszkole „Elementarz”, Prywatna Szkoła Podstawowa i Niepubliczna Ogólnokształcąca Szkoła Muzyczna I stopnia. Pod numerem 18 funkcjonuje także Niepubliczna Szkoła Podstawowa FEP w Katowicach.
Przy osiedlu znajduje się przystanek autobusowy ZTM Ligota Akademiki.